# رون سميث (سياسي)
رون سميث (بالإنجليزية: Ronald Joseph Smith)‏ هو ناشط سلام وسياسي نيوزلندي، ولد في 2 مايو 1921، وتوفي في 16 يونيو 1995. حزبياً، نشط في Democratic Labour Party (New Zealand) ‏.